# Meteorium teres
Meteorium teres är en bladmossart som beskrevs av Mitten 1869. Meteorium teres ingår i släktet Meteorium och familjen Meteoriaceae. Inga underarter finns listade i Catalogue of Life.